# Jean Baptiste Cappus
Jean Baptiste Cappus (Dijon, 1689 - idem. 1751) fou un pedagog i compositor musical francès.
Fou pensionat per l'autoritat municipal sent nomenat professor de l'Acadèmia. Des d'aquesta posició social va imprimir les obres: dos Livres de pièces de viole et de basse (París, 1730/33), Sémélé ou la naissance de Bacchus (París, 1732), i Recueils d'airs sérieux et à boire (París, 1732), Les plaisirs de l'hiver, divertiment en un acte, que fou representat davant la reina, al castell de Versalles, el 13 de novembre de 1730.